# Riegersburg
Riegersburg là một đô thị thuộc huyện Südoststeiermark trong bang Steiermark, nước Áo. Đô thị Riegersburg có diện tích 71,2 km², dân số cuối năm 2005 là 377 người.